# دمبا، آنگولا
دمبا (به انگلیسی: Damba) شهری در استان اوییگه واقع در کشور آنگولا است که در سال ۲۰۰۹ میلادی ۳٬۸۲۷ نفر جمعیت داشته است.